# Police Story: Lockdown
Pour les articles homonymes, voir Police Story (homonymie).
Série Police Story
New Police Story
(2004)
Pour plus de détails, voir Fiche technique et Distribution.
Police Story: Lockdown (Jing cha gu shi 2013, 警察故事2013) est un film sino-hongkongais réalisé par Ding Sheng, sorti en 2013. Il s'agit d'un reboot de la série de films Police Story. Tout comme New Police Story, précédente tentative de reprendre la franchise, ce film adopte un ton plus sérieux que les cinq premiers films.

## Synopsis
Un policier, sa fille et tous les témoins d'une vieille affaire sont pris en otages dans un club par le frère de la victime. Il les a tous réunis pour connaitre la vérité.

## Fiche technique
- Titre américain et français : Police Story: Lockdown
- Titre anglophone international : Police Story 2013
- Titre original : Jing cha gu shi 2013 (警察故事2013)
- Réalisation et scénario : Ding Sheng
- Musique : Lao Zai
- Photographie : Yu Ding
- Sociétés de production : Jackie & JJ Productions, China Vision Media Group, Wanda Film and Television Media, Starlet HK International Media
- Distribution : Jackie & JJ International (Chine), Emperor Motion Pictures (Hong Kong), AB Productions[1] (France)
- Genre : action, policier
- Durée : 108 minutes
- Pays d'origine :  Chine,  Hong Kong
- Dates de sortie :

 Chine : 24 décembre 2013
 Hong Kong : 16 janvier 2014
 France : 1er février 2017 (directement en vidéo)

## Distribution
- Jackie Chan (VF : William Coryn) : Détective Zhong Wen
- Liu Ye (VF : Laurent Larcher) : Wu Jiang
- Jing Tian (VF : Monika Lawinska) : Miao Miao
- Yu Rongguang (VF : Cyrille Monge) : Capitaine Wu
- Yin Tao (VF : Nadine Girard) : Lan Lan
- Liu Yiwei (VF : Frédéric Popovic) : Chef Niu
- Zhou Xiaoou (VF : Vincent Violette) : Wei Xiaofu
- Zhang Lei : Quanzi
- Liu Peiqi (VF : Thierry Mercier) : Chef Zhang
- Wang Zhifei : Officier Fang
- Zhang Xiaoning : père de Wu
- Zha Ka (aka Han Feixing) : Bin Ge
- Guli Nazha : Xiao Wei
- Wu Yue : Yue
- Liu Hailong : Pizhong
- Na Wei : Na Na
- Cai An (VF : Éric Khanthavixay) : Kun
- Ding Sheng : le conducteur du camion